# Canadian Brass

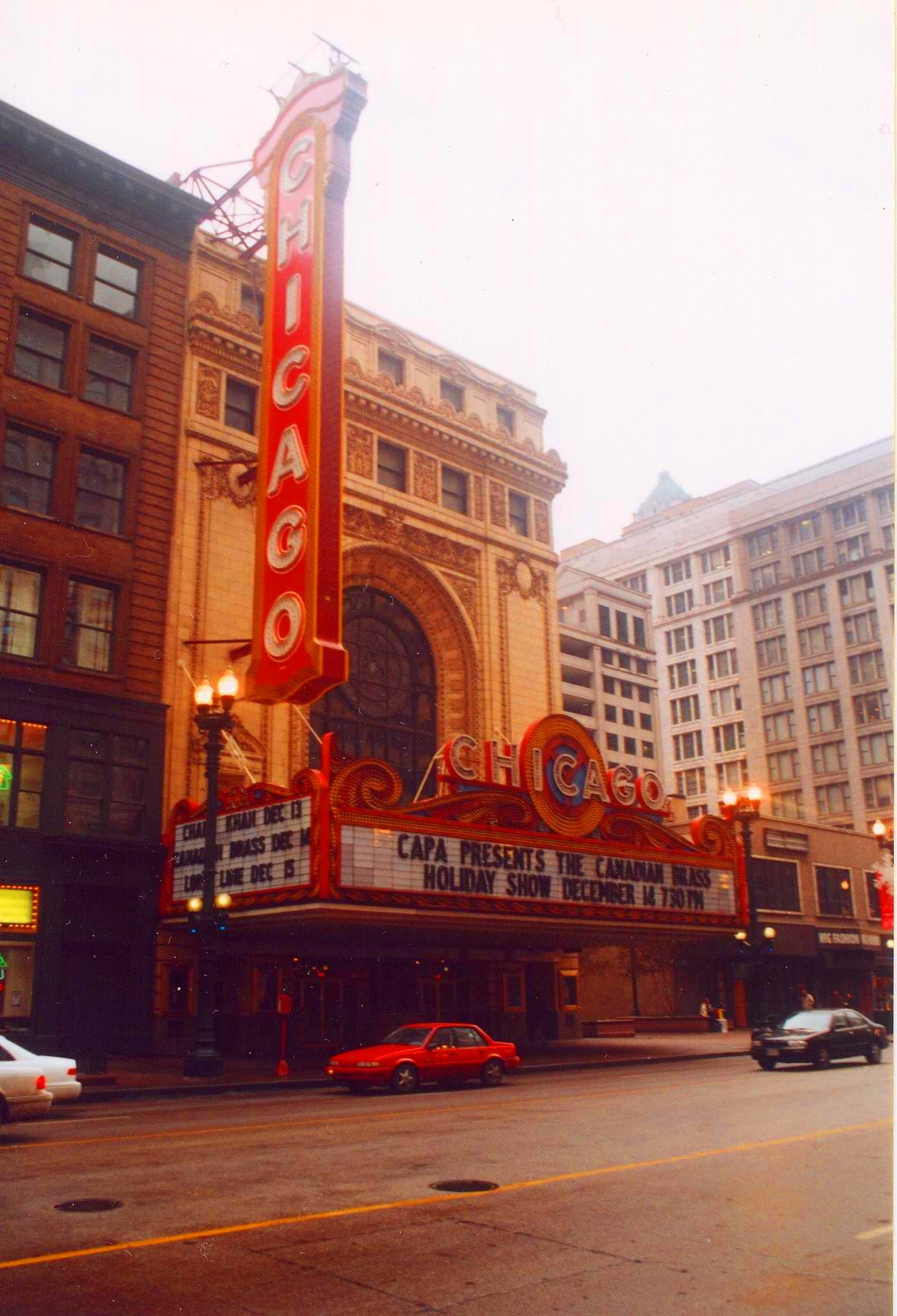
Canadian Brass en l'envelat del Teatre de Chicago

Canadian Brass és un quintet de metall canadenc format el 1970 a Toronto pel tuba Charles Daellenbach i el trombó Gene Watts. El grup actua a nivell internacional i ha enregistrat més de 130 CD i DVD. Han encarregat, realitzat i gravat milers de transcripcions i treballs originals per a quintets de metall. Canadian Brass compta amb una biblioteca amb més de 600 composicions i arranjaments especialment compostes per a ells.
Amb els valencians Spanish Brass i els austríacs Mnozil Brass formen part del triumvir dels quintets de metalls de nivell mundial.
Des de l'any 2016, el quintet està compost pel trompetes Caleb Hudson i Chris Coletti, el trompa Bernhard Scully, i els trombons Achilles Liarmakopoulos i Charles Daellenbach.

## Vídeos de música
- Amazing Grace (1991)
- Canon (1991)
- Flight of the Bumble-bee - (2011)[4]
- Bad Romance (2012)[5]
- Amazing Grace (2014)[6]